# Ignacy Efrem II
Ignacy Efrem II (ur. 3 maja 1965 w Al-Kamiszli) – syryjski duchowny, od 2014 roku patriarcha Antiochii i zwierzchnik Syryjskiego Kościoła Ortodoksyjnego.
W latach 1996–2014 był metropolitą i wikariuszem patriarszym diecezji Wschodnich Stanów Zjednoczonych. 31 marca 2014 uczestnicy Świętego Synodu Syryjskiego Kościoła Prawosławnego wybrali go na nowego patriarchę Syryjskiego Kościoła Ortodoksyjnego zastępującego zmarłego Ignacego Zakkę I Iwasa.
19 czerwca 2016 roku, podczas sprawowania liturgii w kościele św. Gabriela w północnosyryjskim mieście Al-Kamiszli, na zewnątrz świątyni doszło do samobójczego zamachu terrorystycznego. Patriarcha nie ucierpiał.